# عباس امیری مقدم
عبّاس امیری‌ ابراهیم محمدی (۱۷ مهر ۱۳۲۲ – ۷ اسفند ۱۳۸۹) بازیگر ایرانی بود. او فعالیت هنری خود را در سال ۱۳۶۳ با مجموعهٔ سربداران آغاز کرد و از سال ۱۳۶۴ نیز با فیلم آتش در زمستان ساختهٔ حسن هدایت فعالیت در سینما را شروع کرد.

## زندگی
عبّاس امیری مقدم در سال ۱۳۲۲ در آمل زاده شد. از ۱۹ سالگی به‌طور جدی تئاتر را شروع کرد و تا انقلاب در نمایش‌های زیادی به روی صحنه رفت. در سال ۱۳۶۰ برای بازی در سریال کوچک جنگلی در نقش حاج احمد کسمایی انتخاب شد که سکوی پرتاب او در بازیگری بود. در سال ۱۳۷۵ با بازی در نقش ابوموسی اشعری در سریال امام علی به کارگردانی داوود میرباقری به شدت مورد توجه قرار گرفت. امیری‌مقدم برای بازی در فیلم جایی در دور دست کاندیدای بهترین بازیگر نقش مکمل مرد در دوره بیست و چهارم جشنواره بین‌المللی فیلم فجر (۱۳۸۴) شد.
وی ساکن شهر رشت بود و محمد ناجی تهیه‌کنندهٔ پروژهٔ تلویزیونی صبح بخیر سرکار همراه گروه در فومن مستقر بودند تا بتوانند صحنه‌های فیلم را در نقاط مختلف فومن و اطراف آن تصویربرداری کنند. او اصرار داشت که پس از پایان کار به محل سکونت خود مراجعت کند و برای رفاه حال او سرویسی را در نظر گرفتند تا هر روز پس از اتمام کار او را به محل زندگی‌اش در رشت ببرند.

## تصادف و درگذشت
صبح روز شنبه ۷ اسفند ۱۳۸۹ ساعت ۸:۳۰ در جادهٔ رشت به فومن در فلاح‌آباد به دلیل لغزندگی جاده بر اثر بارندگی، ماشین حامل وی (پیکان) تصادف کرد. تصادف، شدید نبود و دو نفر سرنشین (راننده و دستیار تدارکات) آسیب جدی ندیدند، وی به یکی از بیمارستان‌های فومن منتقل و در آنجا احیای قلب صورت گرفت اما او بر اثر عارضهٔ قلبی درگذشت.

## فیلم‌شناسی

### سینمایی
- شبکه (۱۳۸۹)
- بی‌پولی (۱۳۸۶ حمید نعمت‌الله)
- جایی در دوردست (۱۳۸۴ خسرو معصومی)
- سفر به هیدالو (۱۳۸۴)
- عروس کوهستان (۱۳۸۴)
- به من نگاه کن (۱۳۸۲)
- اثیری (۱۳۸۰ محمدعلی سجادی)
- تیک (۱۳۸۰ اسماعیل فلاح پور)
- قاعده بازی (۱۳۷۶)
- هفت سنگ (۱۳۷۶)
- اعتراف (۱۳۷۵ مجید فهیم خواه)
- روز شیطان (۱۳۷۳ بهروز افخمی)
- روز واقعه (۱۳۷۳)
- دمرل (۱۳۷۲)
- عصیان (۱۳۷۲)
- حمله خرچنگ‌ها (۱۳۷۱)
- افسانه مه‌پلنگ (۱۳۷۰ محمدعلی سجادی)
- گرگ‌های گرسنه (۱۳۷۰ سیروس مقدم)
- عروس (۱۳۶۹ بهروز افخمی)
- او منفی (۱۳۶۸)
- تفنگ‌های سحرگاه (۱۳۶۷ بهروز افخمی)
- آتش در زمستان (۱۳۶۴)

### مجموعه تلویزیونی
| سال       | عنوان مجموعه        | کارگردان                 | توضیحات                         |
| --------- | ------------------- | ------------------------ | ------------------------------- |
| ۱۳۹۱      | سهمی برای دوست      | مسعود اطیابی             | شبکه ۲                          |
| ۱۳۹۰      | شوق پرواز           | یدالله صمدی              | در نقش «آقای غفوری»شبکه ۱       |
| ۱۳۹۱      | کلاه پهلوی          | سید ضیاء الدین دری       | در نقش «ذبیح‌الله توکلی»شبکه ۱   |
| ۱۳۸۲-۱۳۸۹ | مختارنامه           | داود میرباقری            | در نقش «عامر بن مسعود»شبکه ۱    |
| ۱۳۸۸      | رستگاران            | سیروس مقدم               | در نقش «صمصامی»شبکه ۳           |
| ۱۳۸۸–۱۳۸۷ | شب هزارویکم         | علی بهادر                | شبکه ۱                          |
| ۱۳۸۷      | مثل هیچکس           | عبدالحسن برزیده          | شبکه ۲ ماه رمضان                |
| ۱۳۸۷      | شیخ بهایی           | شهرام اسدی               | در نقش «اورهان پاشا»شبکه ۲      |
| ۱۳۸۳-۱۳۸۷ | یوسف پیامبر         | فرج‌الله سلحشور           | در نقش «آنخ مائو»شبکه ۱         |
| ۱۳۸۲-۱۳۸۶ | چهل سرباز           | محمد نوری‌زاد             | در نقش «میمندی»شبکه ۲           |
| ۱۳۸۶      | پریدخت              | سامان مقدم               | در نقش «میرزا»محرم ۱۳۸۶ شبکه دو |
| ۱۳۸۴      | ریحانه              | سیروس مقدم               | در نقش «پویان»شبکه ۳            |
| ۱۳۸۲      | حصیر سرد            | محمدرضا معینی            | در نقش «مشکات»شبکه ۱            |
| ۱۳۸۲      | راز شیوا            | پرویز حسن‌پور             | شبکه ۳                          |
| ۱۳۸۲      | معصومیت از دست رفته | داوود میرباقری           | در نقش «ابومشیر»شبکه ۳          |
| ۱۳۸۱      | مهر خاموش           | مسعود آب پرور سیروس مقدم | شبکه ۵                          |
| ۱۳۷۷-۱۳۸۱ | تفنگ سرپر           | امرالله احمدجو           | در نقش «عزیز خان»۱۳۸۱ شبکه ۱    |
| ۱۳۸۰      | جوانی               | سعید سلطانی              | شبکه ۳                          |
| ۱۳۷۶-۱۳۷۹ | ولایت عشق           | مهدی فخیم زاده           | در نقش «اسماعیل»شبکه ۱          |
| ۱۳۷۷      | میعاد در سپیده‌دم    | سعید سلطانی              | در نقش «محمود»شبکه ۳            |
| ۱۳۷۷      | هفت‌سنگ              | سیدعبدالرضا نواب‌صفوی     | شبکه ۲                          |
| ۱۳۷۳-۱۳۷۵ | تنهاترین سردار      | مهدی فخیم‌زاده            | در نقش «حارث»شبکه ۱             |
| ۱۳۷۴      | طاغوت               | غلامرضا کریمی            | شبکه ۱                          |
| ۱۳۷۱      | نقطهٔ اوج            | محمدمهدی عسگرپور         | شبکه ۱                          |
| ۱۳۷۵–۱۳۷۰ | امام علی            | داوود میرباقری           | در نقش «ابوموسی اشعری»شبکه ۱    |
| ۱۳۷۰      | بچه‌های وشان         | بهرام کاظمی              | برنامه کودک و نوجوان شبکه ۲     |
| ۱۳۶۳-۱۳۶۶ | کوچک جنگلی          | بهروز افخمی              | در نقش «حاج احمد کسمایی»شبکهٔ ۱  |
| ۱۳۶۰-۱۳۶۳ | سربداران            | محمدعلی نجفی             | شبکه ۱                          |